# Tchsuli

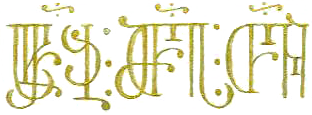
Ein mit Asomtawruli-Tchsuli geschriebener Titel aus dem Evangeliar von Mokvi (eine Kopie des modernen Kalligrafen David Maisuradze)

Als Tchsuli, Znuli, Dakselili oder Chweuli (georgisch თხზული, წნული, დაქსელილი, ხვეული) werden zwei eigentlich voneinander unabhängige kalligrafische Arten der georgischen Schrift bezeichnet. Eine davon ist die dekorative Variante von Assomtawruli, die andere die von Mchedruli. Das gemeinsame Merkmal beider Arten ist die Verflechtung der Buchstaben; alle Bezeichnungen der Schrift können aus dem Georgischen als „verflochten“ übersetzt werden.   
Tchsuli wurde als Titelschrift, Monogramm oder Unterschrift in Manuskripten oder rechtlichen Akten verwendet; manchmal wurden auch die ersten Wörter des Abschnitts mit Tchsuli geschrieben. Wegen des dekorativen Charakters dienten mit Tchsuli geschriebene Wörter gleichzeitig als Ornament. Es gibt auch zahlreiche lapidare Inschriften mit Tchsuli-Schrift. Die Schrift wurde hauptsächlich im 15. Jahrhundert verwendet, aber auch im 17. und 18. Jahrhundert.